# Sông Ottawa
Sông Ottawa (tiếng Pháp: Rivière des Outaouais) là một con sông ở đông bắc Canada, một chi lưu chính của sông St. Lawrence, có chiều dài 1.120 km (696 dặm). Sông này bắt nguồn ở vùng tây nam của tỉnh Québec, ở khu vực Canadian Shield, và chảy theo hướng tây qua một loạt các hồ cho đến khi nó tạo thành hồ Timiskaming. Sau đó con sông này chảy theo hướng đông nam khoảng 640 km (400 mi) đến sông St. Lawrence gần Montréal; trong phần lớn đoạn này, biên giới hai tỉnh Québec-Ontario nằm giữa dòng sông.
Các chi lưu chính của sông Ottawa là các sông Coulonge, sông Gatineau và sông Lièvre từ phía bứac và sông Madawaska và sông Rideau từ phía nam. Các thành phố nằm bên sông này gồm có Ottawa (thủ đô Canada) và Pembroke ở Ontario và Hull ở Québec. Người châu Âu đầu tiên đến con sông này có lẽ là nhà thám hiểm người Pháo Étienne Brûlé vào năm 1610.